# Битка при Андрос
Битката при Андрос е морска битка състояла се по време на Третата сирийска война, за която е известно малко. В хода на сражението отстъпващата по численост флота на македонския цар Антигон II Гонат нанася сериозно поражение на птолемейския флот командван от Софрон Ефески. Македонската победа е толкова значима, че довежда до това Антигон да овладее Цикладските острови и Делос, което от своя страна силно ограничава и дори премахва възможността на египетския цар Птолемей III да се меси в работите на континентална Гърция.
Точната година на битката е спорна, но обикновено тя се поставя през 246 г. пр.н.е. или през пролетта на следващата година. Именно през 245 г. пр.н.е. на остров Делос и по желание на цар Антигон II започват да се честват два нови фестивала наречени Paneia и Soteria, които може да са създадени в чест на победата при Андрос.
Възможно е в битката на страната на египтяните да е участвал и човек наречен Птолемей Андромах чието име някои учени превеждат като „боец при Андрос“ при изписване Andromachus, а други смятат, че то трябва да се приема като означаващо „син на Андромах“ при изписване Andromachou. Според втората хипотеза този Птолемей е незаконен син на Птолемей II Филаделф (съответно полубрат на Птолемей III), а майка му е впоследствие омъжена за мъж на име Андромах, от когото той е отгледан макар през цялото време да е известно, че е син на царя. Птолемей Андромах успява да се спаси след загубата на битката, но по-късно е убит в Ефес.